# 둡갈과 핑갈
둡갈(중세 아일랜드어: Dubgaill)과 핑갈(중세 아일랜드어: Finngaill)은 각각 아일랜드섬에 정착한 바이킹과 브리튼섬에 정착한 바이킹을 가리키는 중세 게일어 표현이다.

## 개요
직역하면 각각 "어두운 이방인"과 "밝은 이방인" 또는 "검은 이방인"과 "흰 이방인"이라는 뜻이다. 동일한 의미의 표현으로는 직역하면 "검은/어두운 이교도"와 "밝은/흰 이교도"라는 뜻인 둡겐티(중세 아일랜드어: Dubgenti)와 핑겐티(중세 아일랜드어: Finngenti)가 있다. 웨일스어 문헌에서도 유사한 표현이 등장하는데 아마 게일어에서 유래한 것으로 보인다.
이 표현이 최초로 등장하는 것은 851년에 작성된 연대기로, 여기에 보면 “어두운 이방인들이 아흐클리어흐(더블린)에 도래하여 밝은 이방인들을 매우 많이 죽였다”라고 한다. 철자는 그때그때 변동이 있지만 9세기에서 10세기 사이 아일랜드에서 작성된 연대기 문헌들에서 빈번히 나타난다.
이 두 표현의 해석에 관해서는 서로 다른 해석들이 존재한다. 전통적으로 역사학자들은 이 구분이 피부색이나 머리카락 색, 무기나 복장의 차이에서 기인한 것이라고 추측했다. 그러다 1974년에 앨프리드 P. 스미스가 "둡"과 "핀"을 각각 "새로운"과 "오래된"으로 풀이하는 새 해석을 내놓았다. 또한 전통적으로 둡갈은 덴마크계 바이킹이고 핑갈은 노르웨이계 바이킹이라는 이해가 이루어져 왔는데, 최근(2009년) 데이비드 N. 덤빌, 클레어 다운햄이 스미스의 학설에 기반하여 이것이 바이킹의 출신 민족이나 지역과는 무관한 표현일 것이라는 학설을 내놓았다.
한참 뒤 시대인 노르만인의 아일랜드 침공(12세기) 이후의 히베르노노르만인들도 둡갈과 핑갈이라고 불리었다.

## 참고 자료
- Annals of the Four Masters, CELT: Corpus of Electronic Texts, 2002, 2010년 3월 19일에 확인함
- Annals of Ulster AD 431–1201, CELT: Corpus of Electronic Texts, 2003, 2010년 3월 19일에 확인함
- Downham, Clare (2007), Viking Kings of Britain and Ireland: The Dynasty of Ívarr to A.D. 1014, Edinburgh: Dunedin, ISBN 978-1-903765-89-0
- Downham, Clare (2009). “'Hiberno-Norwegians' and 'Anglo-Danes': anachronistic ethnicities and Viking-Age England” (PDF). Mediaeval Scandinavia (19): pp 139–169. ISSN 0076-5864.
- Dumville, David N. (2008). “Vikings in insular chronicling”.   Stefan Brink and Neil Price. The Viking World. New York: Routledge. 350–367쪽. ISBN 0-203-41277-X.
- Smyth, Alfred P. (1974–77). “The Black Foreigners of York and the White Foreigners of Dublin” (PDF). Saga-book of the Viking Society 19: pp. 101–117.